# Eurata tucumana
Eurata tucumana är en fjärilsart som beskrevs av Orfila 1931. Eurata tucumana ingår i släktet Eurata och familjen björnspinnare. Inga underarter finns listade i Catalogue of Life.